# Apoaspilates
Apoaspilates là một chi bướm đêm thuộc họ Geometridae.

## Các loài
- Apoaspilates tristrigaria (Bremer & Grey, 1853)